# Себастьян Шоу (Marvel Comics)
Себастьян Шоу (англ. Sebastian Shaw) — вымышленный персонаж, суперзлодей комиксов издательства Marvel Comics.

## История создания
Созданный писателем Крисом Клермонтом и художником Джоном Бирном, Себастьян Шоу впервые появился в X-Men # 129 (январь 1980).
Себастьян Шоу создан по образу и подобию британского актёра Роберта Шоу.

## Вымышленная биография
Себастьян Шоу родился в Питтсбурге, штат Пенсильвания. Его сила проявилась в первый раз вскоре после того, как он поступил в Школу Инженеров. Его отец Иаков Шоу заболел и умер от неизлечимой болезни. Себастьян Шоу посвятил себя исследованиям и создал промышленные предприятия. Он стал миллионером к 30 годам и миллиардером к 40.
Шоу является мутантом с уникальной способностью поглощать энергию и использовать её для увеличения своей силы, скорости, выносливости и восстановления сил до сверхчеловеческого уровня. Также поглощённая энергия не даёт ему стареть, что видно в фильме «Люди Икс: Первый класс» — со времени, прошедшем с момента событий в Польше (1944 год) он совсем не изменился в 1962 году.

## Вне комиксов

### Телевидение
- Себастьян Шоу появляется как один из членов Клуба Адского Пламени в мультсериале «Люди Икс».
- Себастьян Шоу появляется в конце мультсериала «Росомаха и Люди Икс» в эпизоде «Оттенки серого» его озвучил Грэм Мактавиш. Он показан как член Клуба Адского Пламени.

### Фильмы
- Человек по имени доктор Шоу появляется в фильме Люди Икс 2, где его сыграл Чарльз Зигель. Он ненадолго появляется на экране телевизора вместе с другим известным персонажем из комиксов, Хэнком МакКоем.
- Актёр Кевин Бэйкон сыграл Себастьяна Шоу в качестве главного антагониста в фильме Люди Икс: Первый класс. В данном фильме приводится иная биография доктора Шоу, где показано, что он — бывший учёный нацистской Германии Клаус Шмидт. Пытался развязать ядерную войну между США и СССР. Также он является убийцей матери Эрика Леншерра (Магнито), в конце фильма был убит им.

## Критика и отзывы
В 2009 году занял 55 место в списке «100 лучших злодеев комиксов» по версии IGN.